# Set Your Loving Free
Set Your Loving Free è un singolo del 1992 della cantautrice britannica Lisa Stansfield estratto dall'album Real Love.

## Classifiche
| Classifica (1992)        | Posizione massima |
| ------------------------ | ----------------- |
| Germania                 | 57                |
| Paesi Bassi              | 42                |
| Regno Unito              | 28                |
| Stati Uniti (dance club) | 20                |